# Bavo (voornaam)
Bavo is een Nederlandse voornaam, afgeleid van de 7e-eeuwse heilige Bavo van Gent, die geboren werd als Allowin. 
De betekenis van de naam is niet exact bekend. Er zijn twee mogelijke verklaringen. De eerste is dat de naam afgeleid is van het Oudgermaanse woord 'badu', dat 'strijd' betekent. De tweede mogelijkheid is eventueel een Angelsaksische oorsprong, waarbij het woord 'babe' zoveel zou betekenen als 'kleine jongen'.

## Gebouwen genoemd naar Sint Bavo
- Sint-Baafsabdij in Gent
- Sint-Bavokerk (doorverwijspagina)

## Bekende personen met deze naam
- Bavo Galama, Nederlandse presentator;
- Bavo Claes, Vlaamse nieuwslezer;
- Bavo Dhooge, Vlaams schrijver.

## Overig
- Bavo Europoort, instelling voor geestelijke gezondheidszorg in Stadsregio Rotterdam;
- Sint-Bavo, bouwlocatie en gebouwen van voormalig psychiatrisch ziekenhuis te Noordwijkerhout.